# Cliff Bruner
Cliff Bruner (* 25. April 1915 in Texas City, Texas; † 25. August 2000 in Houston, Texas) war ein US-amerikanischer Country-Musiker. Bruner gilt als einer der bedeutendsten Vertreter des Western Swing.

## Leben

### Kindheit und Jugend
Cliff Bruner wuchs in Tomball (Texas) auf. Im Alter von zwölf Jahren beschloss er, sich eine Fiddle zu kaufen und so sein Geld nicht mehr auf den Baumwollfeldern verdienen zu müssen. Als Jugendlicher zog er mit Dr. Scott’s Medicine Show durch die Lande und fand eine Beschäftigung als Musiker.

### Karriere
1934 schloss Bruner sich dem Western-Swing Orchester um Milton Brown an. Zusammen mit Cecil Brower spielte Bruner Fiddle und schuf einen „twin fiddle sound“ in der Gruppe, der maßgeblich für die weitere Country-Musik war. Bis 1936, dem plötzlichen Tod Browns, spielte er über 50 Stücke mit Milton Brown und seiner Band ein. Nach Browns Ableben kehrte Bruner nach Houston zurück, wo er seine eigene Band, die Texas Wanderers, manchmal auch Cliff Bruner & his Boys genannt, gründete.
Mit den Texas Wanderers bekam Bruner eine Show bei dem Sender KDFM in Beaumont, nahe der Grenze zu Louisiana. Der Cajun-Musik-Einfluss machte sich schnell in der Band bemerkbar, die dieses traditionelle Genre mit ländlicher Hillbilly-Musik und zeitgenössischem  Jazz anreicherte. Zusammen mit den Steel-Gitarristen Bob Dunn, mit dem Bruner schon bei Milton Brown gespielt hatte, dem Mandolinisten Leo Raley und dem Pianisten Moon Mullican kam eine Mischung heraus, die sich von dem Western Swing anderer Orchester unterschied, da er sich mehr im Bereich des Pop bewegte. Bruner selbst sang jedoch nicht, das übernahmen andere Mitglieder der Gruppe.
Nachdem die Band 1938 einen Plattenvertrag bei Decca Records bekommen hatte, kam ihr Durchbruch. Bruners Platten verkauften sich, vor allem an der Golfküste, wie von selbst. Die Jukeboxes in den Honky Tonks der Ölfelder spielten täglich Bruner und seine Texas Wanderers. 1938 hatte er wohl seinen größten Hit, Floyd Tillmans It Makes No Difference Now, gefolgt von Truck Driver’s Blues ein Jahr später. Letzterer wurde von dem Songschreiber Ted Daffan geschrieben und wird als der erste Truckersong der Musikgeschichte angesehen. Bruner war innerhalb kurzer Zeit zu einem der erfolgreichsten und populärsten Musiker der Country-Szene in Texas geworden.
In den 1940er Jahren brachen die Texas Wanderers auseinander. Trotzdem leitete er mit seinem musikalischen Partner und Freund Moon Mullican weiterhin eine Band. Seine Erfolge waren jedoch vorbei. Bruner konnte seinen Erfolg wohl nie dauerhaft etablieren, da seine Frau Ruth schwer erkrankte und er ihr beistand. In den folgenden Jahren gab Bruner die Musik aber nicht auf; neben dem Aufnehmen von Platten trat er mit Jimmie Davis und W. Lee O’Daniel auf. In den 1950er Jahren jedoch zog Bruner sich aus dem Musikgeschäft zurück und gründete stattdessen eine Versicherungsagentur.
In den 1970er Jahren, als Western Swing wieder zu neuer Bekanntheit kam, wurde Bruner von vielen jüngeren Musikern wiederentdeckt. 1980 wirkte er an Johnny Gimbles Album Texas Swing Pioneers mit und trat bis ins hohe Alter auf. Cliff Bruner verstarb 2000 im Alter von 85 Jahren an den Folgen von Krebs.

## Diskografie

### Singles
| Jahr            | Titel                                                      | #    | Anmerkungen                                   |
| --------------- | ---------------------------------------------------------- | ---- | --------------------------------------------- |
| Decca Records   |                                                            |      |                                               |
| 1938            | I Saw Your Face In Moon / Beaumont Rag                     |      |                                               |
| 1938            | Sunbonnet Sue / My Daddy, My Mother & Me                   |      |                                               |
| 1939            | I’m Tired of You / Truck Driver’s Blues                    |      |                                               |
| 1939            | Kelly Swing / San Antonio Rose                             |      |                                               |
| 1939            | Singing the Lowdown Blues / Star Dust                      |      |                                               |
| 1939            | Little White Lies / The Other Way                          |      |                                               |
| 1939            | The Girl You Loved Long Ago / Jessie                       |      |                                               |
| 1940            | Over The Hill / It’s All Over Now                          |      |                                               |
| 1940            | Peggy Lou / Tell Me Why Little Girl                        |      |                                               |
| 1940            | I’ll Keep on Smiling / I’ll Forgive You                    |      |                                               |
| 1940            | Because / I’m Still In Love with You                       |      |                                               |
| 1940            | Sparkling Blue Eyes / Ten Little Girls                     |      |                                               |
| 1940            | Take Me Back Again / I’m Heading for That Ranch In the Sky |      |                                               |
| 1940            | You Don’t Love Me (But I’ll Love You) / Over the Trail     |      |                                               |
| 1940            | New Falling Rain Blues / Sorry                             |      |                                               |
| 1940            | I Keep Thinking of You / Neath the Purple on Hills         |      |                                               |
| 1941            | Draft Board Blues / Tequila Rag                            |      |                                               |
| 1941            | Sun Has Gone Down / Let Me Smile My Last Smile at You      |      |                                               |
| 1941            | Jessie’s Sister / My Time Will Come Someday                |      |                                               |
| 1946            | I’ll Keep Thinking of You / It Makes No Difference Now     |      |                                               |
| 1947            | Snowflakes / That’s What I Like ‘Bout the South            |      |                                               |
| 1947            | I’ll Try Not to Cry / My Pretty Blonde                     |      |                                               |
| 1947            | Born To Be Blue / Won’t You Mend My Aching Heart           |      |                                               |
| 1947            | Jessie / San Antonio Rose                                  |      | Wiederveröffentlichung                        |
| 1947            | When You’re Smiling / Old Joe Turner Blues                 |      |                                               |
| 1947            | Sparkling Blue Eyes / Ten Pretty Girls                     |      | Wiederveröffentlichung                        |
| 1948            | Don’t Make Me Blue / You Always Hurt the One You Love      |      |                                               |
| Mercury Records |                                                            |      |                                               |
| 194?            | Lucille from Mobile / You Were All This World to Me        |      |                                               |
| 1949            | Firewater / Someone to Tell My Troubles To                 |      |                                               |
| Coral Records   |                                                            |      |                                               |
| 1949            | I’ll Keep On Loving You / Kangaroo Blues                   |      |                                               |
| 1950            | If It’s Wrong To Love You / I’ll Try Not To Cry            |      |                                               |
| Preview Records |                                                            |      |                                               |
| 1971            | Welcome to the Club / Faded Love                           | 1008 | mit Pee Wee Withewing and the Others Brothers |

### Alben
- 1977: Cliff Bruner & the Rice Brothers Gang
- 1981: Then and Now
- 1983: Cliff Bruner’s Texas Wanderers
- 1997: Cliff Bruner and his Texas Wanderers (Bear Family)